# Phloiophilus edwardsii

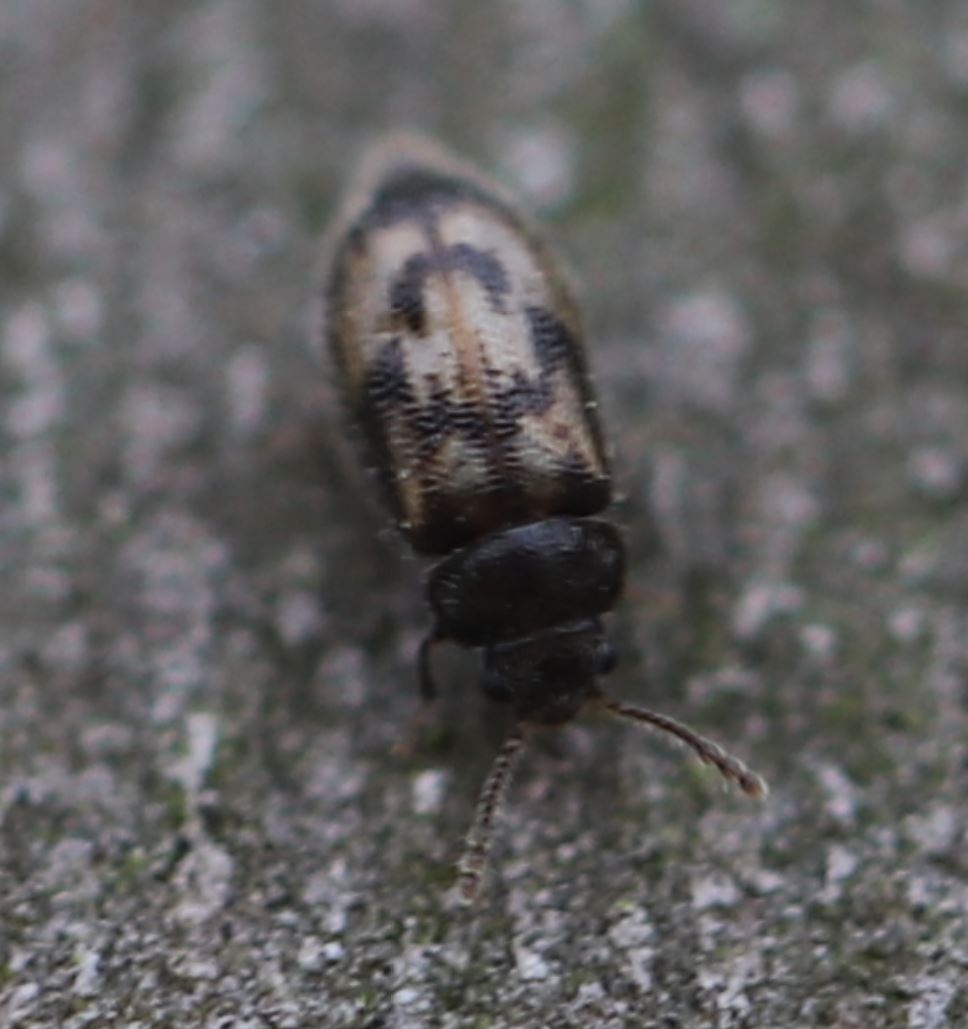
Frontansicht

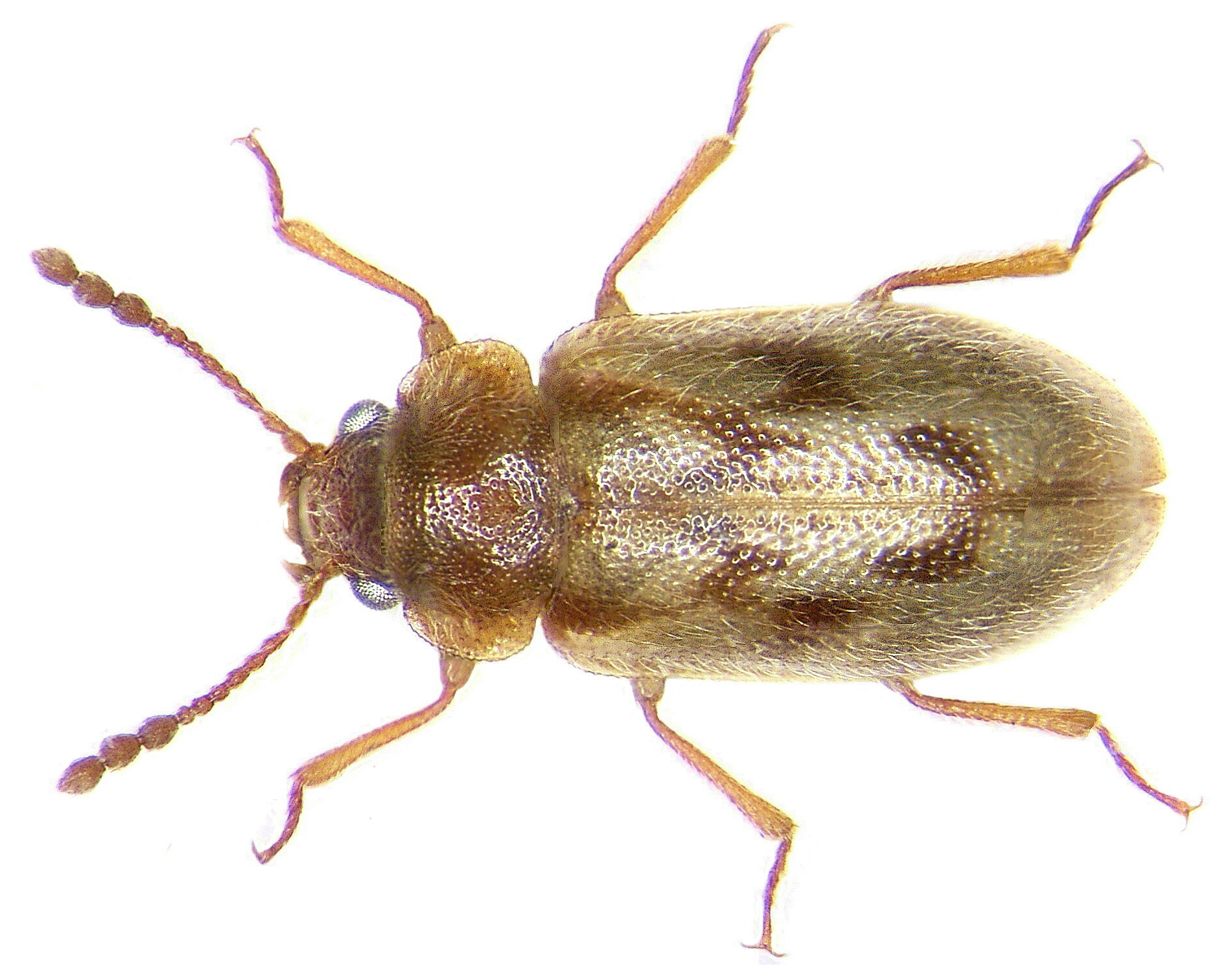
Präparat

Phloiophilus edwardsii, auch als Edwards Doppelzahnwollhaarkäfer bezeichnet, ist die einzige Käfer-Art der monotypischen Familie Phloiophilidae innerhalb der Überfamilie Cleroidea.

## Merkmale
Die Käfer werden 2,5–3,3 mm lang. Ihr Körper ist länglich gerundet und mäßig gewölbt. Kopf und Halsschild sind rotbraun, schwarzbraun oder schwarz gefärbt. Der Halsschild ist etwa doppelt so breit wie lang. Die braungelben Flügeldecken weisen ein charakteristisches dunkles Fleckenmuster auf. Sie besitzen abstehende gelbe Haare. Die drei Endglieder der fadenförmigen Fühler bilden eine regelmäßige Keule. Die Vorderhüften sind flach und walzenförmig. Die Mandibeln sind zweispitzig.
Die länglichen, kurzbeinigen Larven sind leicht abgeflacht. Sie sind mit einem Paar hakenförmiger Urogomphi ausgestattet.

## Lebensweise
Den typischen Lebensraum der Käfer bilden Laub- und Nadelwälder, insbesondere Kiefernwälder. Man beobachtet die Käfer an warmen Herbst- oder Wintertagen in der Zeit zwischen Ende September und März, häufig auf frisch gefällten Baumstümpfen. Die Larven entwickeln sich in dürren Ästen und Zweigen. Als Wirtsbäume werden Eichen, Buchen, Haselnuss (Corylus), Kiefern, Lärchen (Larix) sowie Fichten genannt. Sowohl die Imagines als auch die Larven von Phloiophilus edwardsii ernähren sich von holzzersetzenden Pilzen wie dem Orangeroten Kammpilz (Phlebia radiata syn. Phlebia merismoides), dem Eichen-Zystidenrindenpilz (Peniophora quercina), dem Rötenden Runzel-Schichtpilz (Stereum rugosum) oder Corticium quercicola. Die Larven findet man das ganze Jahr über im Fruchtkörper der Pilze, im Frühjahr und im Sommer auch unter der Rinde der Bäume.

## Verbreitung
Phloiophilus edwardsii ist eine westpaläarktische Art, die in Nordwest- und Mitteleuropa vorkommt. Im Norden reicht das Vorkommen nach Skandinavien (Dänemark, Schweden) und auf die Britischen Inseln, im Westen nach Frankreich, sowie im Osten bis nach Polen, die Slowakei und Ungarn. Die Art ist in Mitteleuropa weit verbreitet, gilt jedoch als sehr selten.

## Taxonomie
Die Art unterscheidet sich morphologisch von anderen Mitgliedern der Überfamilie Cleroidea. Sie wurde in der Vergangenheit der Familie Dasytidae oder der Familie Melyridae sensu lato zugeordnet. Andere Autoren wiesen der Art einen eigenen Tribus innerhalb der Jagdkäfer (Trogositidae) und dort der Unterfamilie der Flachkäfer (Peltinae) zu. Basierend auf Molekularuntersuchungen handelt es sich bei der Familie Phloiophilidae um eine Schwestergruppe anderer Gruppen der Überfamilie Cleroidea.